# Gisela von Radowitz
Gisela von Radowitz (* 1941 in Hamburg) ist eine deutsche Autorin.

## Leben
Gisela von Radowitz wurde 1941 in Hamburg geboren.
Sie studierte Sprachen und Kunstgeschichte im Vereinigten Königreich, in Frankreich und in Spanien, ehe sie zwölf Jahre lang in Südafrika lebte und zwei Kinder bekam. Sie war Mitbegründerin eines deutschsprachigen Theaters in Johannesburg, arbeitete als Schauspielerin und führte Regie.
1977 kehrte sie nach Deutschland zurück und machte das Schreiben zu ihrem Beruf. Sie veröffentlichte Romane für Erwachsene und Kinder, machte Übersetzungen und schrieb Drehbücher für Film und Fernsehen.
Heute lebt und arbeitet sie zusammen mit ihrem Mann Helme Heine in Russell in der Bay of Islands in Neuseeland. 

## Werke (Auswahl)
- Ich und du und die ganze Welt, Middelhauve, 1979 (Herausgeberin)
- Schuppe Rotfisch, Verlag Stalling, 1979
- Märchen der Buschmänner, Dausien Verlag, 1983
- Der verflixte Felix, Arena Verlag, 1984
- Die sieben Weltwunder, Arena Verlag, 1985
- Der doppelte Weihnachtsmann, Diogenes, 1988
- Sauerkraut, Diogenes, 1989 (mit Helme Heine)
- Ein Fall für Freunde, Hanser, 2004 (mit Helme Heine)
- Neue Fälle für Freunde, Hanser, 2005 (mit Helme Heine)
- Tabaluga, Roman, Albrecht Knaus, 1994 (mit Helme Heine)
- Das Muttermal, Roman, Middelhauve, 1998 (mit Helme Heine)
- Sternenwege, Roman, Delius Klasing, 2001 (mit Holger Zedler)
- Der verlorene Sohn, Roman, Verlag Kein&Aber, 2010 (mit Helme Heine)
- Mullewapp – Das große Kinoabenteuer der Freunde, Kinofilm, 2009 (mit Helme Heine)
- Traum und Wirklichkeit. Helme Heine – ein Porträt, Beltz Verlag, 2012